# Gerd Motzke
Gerd Motzke (* 21. Juni 1941 in Olmütz) ist ein deutscher Jurist. Er war Vorsitzender Richter am Oberlandesgericht München, Honorarprofessor und ist rechtwissenschaftlich vor allem auf dem Gebiet des Baurechts hervorgetreten.

## Leben
Gerd Motzke wurde im Sudetenland geboren und er musste im Juni 1946 seine Geburtsstadt mit seinen Eltern verlassen. Seine Familie gelangte zunächst nach Genderkingen in Schwaben. Hier wurde er 1947 in einer Dorfschule eingeschult und er besuchte drei Volksschulklassen. Nachdem er wegen der beruflichen Tätigkeit des Vaters ein Jahr im österreichischen Bruck an der Mur gelebt hatte, kehrte er nach Deutschland zurück, besuchte die Volksschule in Leipheim und dann die Oberrealschule in Günzburg (heute Dossenberger-Gymnasium). Während der Zeit an der Oberrealschule arbeitete Motzke in Ferienjobs auf dem Bau. Nach dem Abitur begann er 1961 an der Ludwig-Maximilians-Universität München Rechtswissenschaft zu studieren. 1963/1964 studierte er an der Freien Universität Berlin und schloss seine Studien an der Universität Würzburg 1965 mit dem Ersten Staatsexamen ab. Sein Referendariat begann er am Amtsgericht Karlstadt und wechselte nach einer Station in den Bezirk des Landgerichtes Augsburg. 1969 legte er das Zweite Staatsexamen ab. Während des Referendariats heiratete er 1966. Aus der Ehe gingen zwei Söhne hervor.
Gerd Motzke trat nach der juristischen Ausbildung in den bayerischen Justizdienst ein und begann 1969 seine juristische Karriere am Landgericht Augsburg als Richter. Von August 1971 bis November 1972 wurde er als Staatsanwalt eingesetzt und am 17. November 1972 zum Richter am Landgericht Augsburg ernannt. Zum 1. Januar 1977 wechselte er im Range eines Regierungsrates an die juristische Fakultät der Universität Augsburg. Hier unterrichtete er im Rahmen der einstufigen Juristenausbildung Studenten in Arbeitsgemeinschaften. Ab 1978 war er auch als Prüfer im ersten Staatsexamen tätig und begann Referendare in Arbeitsgemeinschaften auszubilden. 1980 wurde er mit der Arbeit Die Bauhandwerkersicherungshypothek bei Peter Schlosser an der Universität Augsburg promoviert. Anfang September 1980 wechselte er zur Staatsanwaltschaft Augsburg und war hier bis Mitte April 1982 als Gruppenleiter tätig. Zum 16. April 1982 wurde Motzke zum Richter am Oberlandesgericht München ernannt. 1990 wurde er Honorarprofessor an der Universität Augsburg. Am 1. November 1997 wurde er zum Vorsitzenden Richter des 27. Zivilsenates des Oberlandesgerichtes München mit Sitz in Augsburg ernannt. Der Senat befasst sich mit Bausachen.

## Veröffentlichungen
Gerd Motzke veröffentlichte seit 1979 Aufsätze in Fachzeitschriften, Beiträge in Sammelbänden und Festschriften sowie Monographien zu baurechtlichen Themen. Er bearbeitete Abschnitte im von Friedrich Graf von Westphalen herausgegebenen Sammelwerk zum Recht der Allgemeinen Geschäftsbedingungen. Motzke ist Mitherausgeber der ersten zwei Auflagen aller drei Bände des Beck’schen VOB-Kommentars, des einzigen Großkommentars zur Vergabe- und Vertragsordnung für Bauleistungen.  Systematisch war der Kommentar der erste, der die VOB einzeln nach Nummern (mittlerweile Absätze) der VOB kommentierte.
Gerd Motzke ist Mitbegründer und Mitherausgeber der Neuen Zeitschrift für Baurecht und Vergaberecht (NZBau), Mitherausgeber der Zeitschrift Der Bauträger (BTR) und Mitglied des Beirates der Zeitschrift Der Bausachverständige.
Autor
- Neue Rechte und Pflichten für Architekten nach HOAI, AGB-Gesetz, Energieeinspeisungsgesetz. WEKA, Kissing 1979, ISBN 978-3-8111-7260-9. 2. Auflage 1980.
- Die Bauhandwerkersicherungshypothek. Dissertation. Schmidt, Berlin 1981, ISBN 978-3-503-01938-0.
- mit Rainer Wolff, Praxis der HOAI: Ein Leitfaden für Architekten und Ingenieure, Sachverständige, Bauherren und deren Berater. Beck, München 2004, ISBN 978-3-406-51208-7.

Herausgeberschaft
- mit Jost Pietzcker, Hans-Joachim Prieß: Beck’scher VOB-Kommentar. Teil A. Beck, München 2001, ISBN 978-3-406-42576-9.
- mit Walter Jagenburg, Hans Ganten: Beck’scher VOB-Kommentar. Teil B. 2. Auflage. Beck, München 2007, ISBN 978-3-406-52628-2.
- mit Klaus Englert, Rolf Katzenbach: Beck’scher VOB-Kommentar. Teil C. Beck, München 2008, ISBN 978-3-406-53164-4.
- mit Axel Wirth, Klaus Englert: Baukommentar. 2. Auflage. Werner, Neuwied 2009, ISBN 978-3-8041-5023-2.